# Melanomma fuscidulum
Melanomma fuscidulum är en lavart som beskrevs av Sacc. 1878. Enligt Catalogue of Life ingår Melanomma fuscidulum i släktet Melanomma,  och familjen Melanommataceae, men enligt Dyntaxa är tillhörigheten istället släktet Melanomma,  och familjen Melanommataceae. Arten är reproducerande i Sverige. Inga underarter finns listade i Catalogue of Life.